# Prêmio Araucária de Ouro

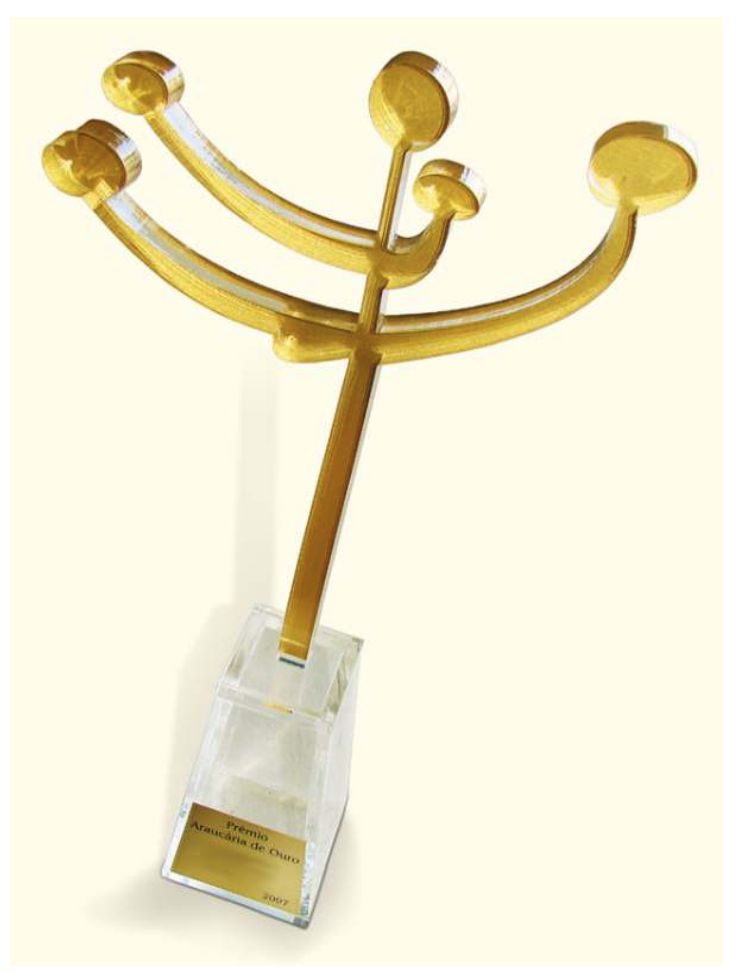
Troféu do Prêmio Araucária de Ouro, obra da artista plástica Janete Mehl

O Prêmio Araucária de Ouro foi a maior premiação cinematográfica em dinheiro, criada em 2007 pelo Governo do Paraná a fim de premiar os melhores filmes exibidos em categorias no Festival de Cinema do Paraná. O Troféu do Prêmio Araucária de Ouro foi entregue junto ao Prêmio Dina Sfat e ao Prêmio Valêncio Xavier. 

## História
O Prêmio Araucária de Ouro foi criado pela atriz Ittala Nandi, a fim de premiar os vencedores do Festival de Cinema do Paraná (Festival do Paraná de Cinema Brasileiro e Latino) com um troféu que representasse o símbolo maior do Paraná, a Araucaria angustifolia.
Os ganhadores eram sempre anunciados no último dia das edições do Festival, no Auditório Poty Lazzarotto do Museu Oscar Niemeyer, em Curitiba.
O prêmio principal do Araucária de Ouro (melhor diretor de longa-metragem) era de R$ 110.000,00 - maior premiação paga em festivais de cinema do Brasil, o quê equivaleria em 2021 a R$ 260.500,00 em valores corrigidos.